# Socket M
Socket M (Micro-FCPGA) – gniazdo procesora którego produkcję rozpoczął Intel w 2006 roku dla mobilnej serii procesorów Intel Core. Był to slot używany do wszystkich procesorów typu Intel Core, jak również do procesorów Intel Xeon o nazwie kodowej „Sossaman”. Ten typ gniazda był również gniazdem pierwszej generacji mobilnych procesorów Intel Core 2 Duo pracujących na rdzeniu Merom oznaczanych jako T5x00 lub T7x00. W roku 2007 gniazdo zostało zastąpione przez Socket P(Santa Rosa).

## Kompatybilność
Chociaż slot wydaje się prawie identyczny jak pozostałe, nie jest kompatybilny ze starszą mobilną wersją o nazwie Socket 479, jak również z wersją przeznaczoną do komputerów stacjonarnych Socket 478 oraz nową wersją gniazda procesorów mobilnych Socket P.